# ستاره کوتوله

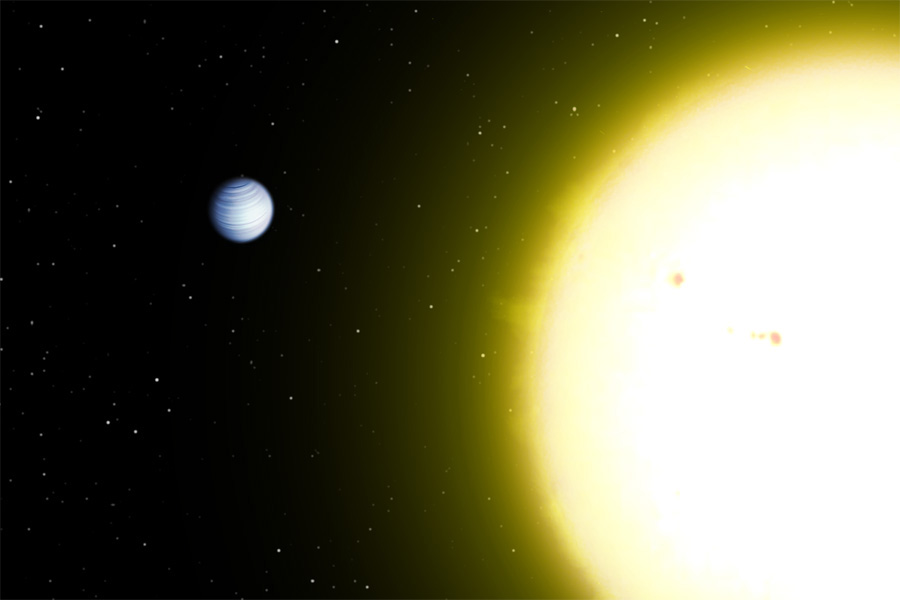
یک ستاره ستاره کوتوله

ستاره کوتوله فراوان‌ترین نوع ستاره در کهکشان ما است.
ستارگان کوتوله از ستارگان معمولی هستند. اکثریت ستارگان کوتوله آبی سنگین (کوتوله‌های سفید) و دمای سطحی آنها ۵۰٬۰۰۰ درجه کلوین می‌باشند و یک میلیون بار از خورشید درخشانتر می‌باشند.
اقلیت ستارگان کوتوله‌های قرمز بسیار تاری هستند که دمای سطحی فقط ۲٬۵۰۰ درجه کلوین دارند و یک  هزار بار از خورشید ما درخشندگی  کمتری دارند.